# سکراپژ
سکراپژ (به صربی: Skrapež) یک منطقهٔ مسکونی در صربستان است که در ولاسوتینتسه واقع شده‌است. سکراپژ ۲۱۵ نفر جمعیت دارد.